# Sinoterium
Sinoterium, Chińska bestia (†Sinotherium) – prehistoryczny nosorożec, żyjący w późnym miocenie i w pliocenie. Wymarł około 20 tysięcy lat temu.
Przodek Elasmotherium sibiricum.